# Begonia sylvestris
Espèce
Begonia sylvestris est une espèce de plantes de la famille des Begoniaceae.
Elle a été décrite en 1859 par Alphonse Pyrame de Candolle (1806-1893).